# Кингстон (Њујорк)
Кингстон (енгл. Kingston) град је у америчкој савезној држави Њујорк. По попису становништва из 2010. у њему је живело 23.893 становника.

## Демографија
Према попису становништва из 2010. у граду је живело 23.893 становника, што је 437 (1,9%) становника више него 2000. године.
|                   | 2010.           | 2000.           |
| Укупно            | 23 893 (100,0%) | 23 456 (100,0%) |
| Белци             | 16 065 (67,24%) | 18 076 (77,06%) |
| Афроамериканци    | 3 478 (14,56%)  | 2 995 (12,77%)  |
| Хиспаноамериканци | 3 203 (13,41%)  | 1 516 (6,463%)  |
| Остали            | 715 (2,993%)    | 511 (2,179%)    |
| Азијати           | 432 (1,808%)    | 358 (1,526%)    |